# 根本城 (美濃国)
根本城（ねもとじょう）は、岐阜県多治見市にあった日本の城（山城）。

## 概要
標高285mの山の山頂に位置する。若尾氏の本貫は甲斐国若尾村（現在の山梨県韮崎市大草町）で、若尾甚兵衛を祖とする。武田氏の一族でもあり、釜無川流域に古くから住んでいる武士といわれている。天文年間後期から天正年間初期にかけ武田氏が東濃へ侵攻してきたのに伴い、最先端の拠点として若尾氏が築いたといわれている。

## 所在地
岐阜県多治見市西山町2丁目